# Sallai Sándor
Sallai Sándor (Debrecen, 1960. március 26. –) magyar válogatott labdarúgó, hátvéd. Az 1982-es spanyolországi és 1986-os mexikói labdarúgó-világbajnokság résztvevője. Testvére Sallai Tibor magyar bajnok labdarúgó. Unokaöccse Sallai Roland válogatott labdarúgó.

## Pályafutása

### Klubcsapatban
1976-ban lett a Debrecen igazolt labdarúgója. Rá két évre az első csapatban is bemutatkozott és hamarosan állandó csapattaggá vált, mint jobbhátvéd. 1981-ben innen került be a válogatottba. 1983-ban sorkatonai szolgálata alatt a Budapesti Honvéd csapatában szerepelt és innen már nem tért vissza szülővárosába. Tagja volt a nyolcvanas évek Honvéd sikereinek: 5 bajnoki címnek és 2 MNK győzelemnek. 1990-ben Svájcba szerződött az SR Delémont csapatához.
Az 1986. április 26-án lejátszott Bp. Honvéd–DMVSC (1–1) bajnoki mérkőzéssel összefüggésbe hozott bundaügy miatt gyanúsítottként kihallgatta a rendőrség.

### Válogatottban
A magyar válogatottban 1981 és 1989 között 55 alkalommal szerepelt és 1 gólt szerzett. Tagja volt az 1982-es spanyolországi és az 1986-os mexikói világbajnokságon részt vevő csapatnak.

## Sikerei, díjai
Bp. Honvéd
- Magyar bajnokság
  - bajnok (5 alkalommal): 1983–84, 1984–85, 1985–86, 1987–88, 1988–89
- Magyar Népköztársasági Kupa (MNK)
  - győztes: 1985, 1989
  - döntős: 1988

## Statisztika

### Mérkőzései a válogatottban
| Magyarország | Magyarország         | Magyarország                            | Magyarország     | Magyarország | Magyarország   | Magyarország  | Magyarország | Magyarország |
| #            | Dátum                | Helyszín                                | Hazai            | Eredmény     | Vendég         | Kiírás        | Gólok        | Esemény      |
| ------------ | -------------------- | --------------------------------------- | ---------------- | ------------ | -------------- | ------------- | ------------ | ------------ |
| 1.           | 1981. szeptember 23. | Bukarest, Augusztus 23. Stadion         | Románia          | 0 – 0        | Magyarország   | vb-selejtező  | -            |              |
| 2.           | 1981. október 14.    | Budapest, Népstadion                    | Magyarország     | 3 – 0        | Svájc          | vb-selejtező  | -            |              |
| 3.           | 1981. október 31.    | Budapest, Népstadion                    | Magyarország     | 4 – 1        | Norvégia       | vb-selejtező  | -            |              |
| 4.           | 1981. november 18.   | London, Wembley Stadion                 | Anglia           | 1 – 0        | Magyarország   | vb-selejtező  | -            |              |
| 5.           | 1982. február 11.    | Auckland, Smart-stadion                 | Új-Zéland        | 1 – 2        | Magyarország   | barátságos    | -            |              |
| 6.           | 1982. február 14.    | Christchurch, II. Erzsébet Stadion      | Új-Zéland        | 1 – 2        | Magyarország   | barátságos    | -            |              |
| 7.           | 1982. március 24.    | Budapest, Népstadion                    | Magyarország     | 2 – 3        | Ausztria       | barátságos    | -            |              |
| 8.           | 1982. április 18.    | Budapest, Népstadion                    | Magyarország     | 1 – 2        | Peru           | barátságos    | -            |              |
| 9.           | 1982. június 15.     | Elche, Nueva Estadio (ESP)              | Magyarország     | 10 – 1       | Salvador       | vb-csoportkör | -            |              |
| 10.          | 1982. június 18.     | Alicante, Estadio José Rico Pérez (ESP) | Argentína        | 4 – 1        | Magyarország   | vb-csoportkör | -            |              |
| 11.          | 1982. június 22.     | Elche, Nueva Estadio (ESP)              | Belgium          | 1 – 1        | Magyarország   | vb-csoportkör | -            | 58'          |
| 12.          | 1984. április 4.     | Isztambul, Beşiktaş İnönü Stadion       | Törökország      | 0 – 6        | Magyarország   | barátságos    | -            |              |
| 13.          | 1984. május 23.      | Székesfehérvár, Sóstói Stadion          | Magyarország     | 0 – 0        | Norvégia       | barátságos    | -            |              |
| 14.          | 1984. május 31.      | Budapest, Üllői úti Stadion             | Magyarország     | 1 – 1        | Spanyolország  | barátságos    | -            |              |
| 15.          | 1984. június 6.      | Brüsszel, Heysel Stadion                | Belgium          | 2 – 2        | Magyarország   | barátságos    | -            |              |
| 16.          | 1984. augusztus 22.  | Budapest, Népstadion                    | Magyarország     | 3 – 0        | Svájc          | barátságos    | -            |              |
| 17.          | 1984. augusztus 25.  | Budapest, Népstadion                    | Magyarország     | 0 – 2        | Mexikó         | barátságos    | -            |              |
| 18.          | 1984. szeptember 26. | Budapest, Népstadion                    | Magyarország     | 3 – 1        | Ausztria       | vb-selejtező  | -            | 46'          |
| 19.          | 1984. október 17.    | Rotterdam, Feijenoord Stadion           | Hollandia        | 1 – 2        | Magyarország   | vb-selejtező  | -            |              |
| 20.          | 1984. november 17.   | Limassol, Tszirion Stadion              | Ciprus           | 1 – 2        | Magyarország   | vb-selejtező  | -            |              |
| 21.          | 1985. január 29.     | Hamburg, Volksparkstadion               | NSZK             | 0 – 1        | Magyarország   | barátságos    | -            |              |
| 22.          | 1985. április 3.     | Budapest, Népstadion                    | Magyarország     | 2 – 0        | Ciprus         | vb-selejtező  | -            |              |
| 23.          | 1985. április 17.    | Bécs, Hanappi Stadion                   | Ausztria         | 0 – 3        | Magyarország   | vb-selejtező  | -            |              |
| 24.          | 1985. május 14.      | Budapest, Népstadion                    | Magyarország     | 0 – 1        | Hollandia      | vb-selejtező  | -            |              |
| 25.          | 1985. október 16.    | Cardiff, Ninian Park                    | Wales            | 0 – 3        | Magyarország   | barátságos    | -            |              |
| 26.          | 1985. december 9.    | Irapuato (MEX)                          | Magyarország     | 1 – 0        | Dél-Korea      | barátságos    | -            |              |
| 27.          | 1985. december 11.   | Monterrey, Technológico Stadion (MEX)   | Magyarország     | 3 – 1        | Algéria        | barátságos    | -            |              |
| 28.          | 1985. december 14.   | Toluca                                  | Mexikó           | 2 – 0        | Magyarország   | barátságos    | -            |              |
| 29.          | 1986. január 30.     | El, ben-Khalifa-stadion (QAT)           | Ázsia-válogatott | 0 – 3        | Magyarország   | barátságos    | -            |              |
| 30.          | 1986. február 2.     | Doha                                    | Katar            | 0 – 3        | Magyarország   | barátságos    | -            |              |
| 31.          | 1986. március 16.    | Budapest, Népstadion                    | Magyarország     | 3 – 0        | Brazília       | barátságos    | -            |              |
| 32.          | 1986. június 2.      | Irapuato, Estadio Irapuato (MEX)        | Szovjetunió      | 6 – 0        | Magyarország   | vb-csoportkör | -            |              |
| 33.          | 1986. június 6.      | Irapuato, Estadio Irapuato (MEX)        | Magyarország     | 2 – 0        | Kanada         | vb-csoportkör | -            |              |
| 34.          | 1986. június 9.      | León, Estadio León (MEX)                | Magyarország     | 0 – 3        | Franciaország  | vb-csoportkör | -            |              |
| 35.          | 1986. szeptember 9.  | Oslo, Ullevaal Stadion                  | Norvégia         | 0 – 0        | Magyarország   | barátságos    | -            |              |
| 36.          | 1986. október 15.    | Budapest, Népstadion                    | Magyarország     | 0 – 1        | Hollandia      | Eb-selejtező  | -            |              |
| 37.          | 1986. november 12.   | Athén, Olimpiai Stadion                 | Görögország      | 2 – 1        | Magyarország   | Eb-selejtező  | -            |              |
| 38.          | 1987. február 8.     | Limassol, Círio Stadion                 | Ciprus           | 0 – 1        | Magyarország   | Eb-selejtező  | -            |              |
| 39.          | 1987. április 29.    | Rotterdam, Feijenoord Stadion           | Hollandia        | 2 – 0        | Magyarország   | Eb-selejtező  | -            | 40'          |
| 40.          | 1987. szeptember 9.  | Glasgow, Hampden Park                   | Skócia           | 2 – 0        | Magyarország   | barátságos    | -            |              |
| 41.          | 1987. szeptember 23. | Varsó, Legia-stadion                    | Lengyelország    | 3 – 2        | Magyarország   | Eb-selejtező  | -            |              |
| 42.          | 1987. október 14.    | Budapest, Népstadion                    | Magyarország     | 3 – 0        | Görögország    | Eb-selejtező  | -            |              |
| 43.          | 1987. november 18.   | Budapest, Népstadion                    | Magyarország     | 0 – 0        | NSZK           | barátságos    | -            |              |
| 44.          | 1987. december 2.    | Budapest, Üllői úti Stadion             | Magyarország     | 1 – 0        | Ciprus         | Eb-selejtező  | -            |              |
| 45.          | 1988. március 16.    | Budapest, Népstadion                    | Magyarország     | 1 – 0        | Törökország    | barátságos    | -            | 64'          |
| 46.          | 1988. március 26.    | Brüsszel, Heysel Stadion                | Belgium          | 3 – 0        | Magyarország   | barátságos    | -            | 76'          |
| 47.          | 1988. május 4.       | Budapest, Népstadion                    | Magyarország     | 3 – 0        | Izland         | barátságos    | 1            | 46' 64'      |
| 48.          | 1988. május 10.      | Budapest, Népstadion                    | Magyarország     | 2 – 2        | Dánia          | barátságos    | -            |              |
| 49.          | 1988. május 17.      | Budapest, Népstadion                    | Magyarország     | 0 – 4        | Ausztria       | barátságos    | -            |              |
| 50.          | 1988. augusztus 31.  | Linz, Linzer Stadion                    | Ausztria         | 0 – 0        | Magyarország   | barátságos    | -            |              |
| 51.          | 1988. szeptember 21. | Reykjavík, Laugardarsvöllur             | Izland           | 0 – 3        | Magyarország   | barátságos    | -            |              |
| 52.          | 1988. október 19.    | Budapest, Népstadion                    | Magyarország     | 1 – 0        | Észak-Írország | vb-selejtező  | -            |              |
| 53.          | 1989. szeptember 6.  | Belfast, Windsor Park                   | Észak-Írország   | 1 – 2        | Magyarország   | vb-selejtező  | -            |              |
| 54.          | 1989. október 11.    | Budapest, Népstadion                    | Magyarország     | 2 – 2        | Spanyolország  | vb-selejtező  | -            |              |
| 55.          | 1989. október 25.    | Budapest, Népstadion                    | Magyarország     | 1 – 1        | Görögország    | barátságos    | -            |              |
|              | Összesen             |                                         |                  | 55           | mérkőzés       |               | 1            | gól          |